# ریا کایهلستد
ریا کایهلستد (به انگلیسی: Rya Kihlstedt) یک بازیگر آمریکایی است که از فیلم‌های معروف او می‌توان به دنیای قشنگ نو و تنها در خانه ۳ اشاره کرد.

## فیلمشناسی

### فیلم‌ها
- دنیای قشنگ نو در نقش لنینا کراون
- تنها در خانه ۳ در نقش آلیس رابینز
- تأثیر عمیق در نقش کلویی
- الکترا لاکس در نقش ریتا
- زنان در دردسر
- خسته
- بعد از همه‌چیز

### سریال‌ها
- نسخه اولیه در نقش مارسیا رابرتز هابسون
- سی‌اس‌آی در نقش کارولین لوگان/قسمت: "Long Road Home" و "Love for Sale"
- امور پنهانی در نقش هلن نیومن/قسمت: "Walter's Walk"
- ذهن‌های مجرم در نقش پتی جویس/قسمت: "JJ"
- ان‌سی‌آی‌اس در نقش لیندا ایدلتون/قسمت: "Sins of the Father"
- نشویل در نقش ماریلین رودز
- دکستر در نقش دکتر میشل روس
- ادراک در نقش النا داگلاش/قسمت: "Possession"
- کارشناسان سکس در نقش تاتی گریتهاوس/قسمت: "Parallax" و"Dirty Jobs"
- قهرمان‌ها: تولد دوباره در نقش اریکا کراوید
- روزی روزگاری در نقش کلو فاکس/قسمت: "Firebird"